# بوكينييني
بلدية أبو كناني (نقحرة: بوكينييني) (بالإسبانية: Boquiñeni) هي بلدية تقع في مقاطعة سرقسطة التابعة لمنطقة أرغون شمال شرق إسبانيا.

## الديموغرافيا
بلغ عدد سكان بلدية أبو كناني 985 نسمة عام 2011 (وفقاً للمعهد الوطني الإسباني للإحصاء).
| 1.028 | 1.005 | 993 | 1.052 | 1.033 | 1.025 | 985 |